# Episodi di Ben 10: Omniverse

## Prima stagione: Un nuovo inizio (2012)
| N° ST# | N° EP# | Titolo inglese.                            | Titolo italiano.                        | Data ITA | Cod. Prod. | Riassunto. |
| ------ | ------ | ------------------------------------------ | --------------------------------------- | -------- | ---------- | --- |
| 01     | 01     | The More Things Change, Part 1             | Più le cose cambiano… (prima parte)     | 20/09/12 | 101        | Ben decide di intraprendere una nuova avventura come supereroe solitario, utilizzando i poteri di nuovi eroi alieni. Tuttavia, suo nonno Max ha altri piani per lui, creando un conflitto tra le aspirazioni di Ben e le intenzioni di Max |
| 02     | 02     | The More Things Change, Part 2             | Più le cose cambiano… (seconda parte)   | 04/12/12 | 102        | Ben e Rook si avventurano nella misteriosa città aliena di Undertown, sotto Bellwood. Qui scoprono un ambiente vibrante ma pericoloso, mentre Khyber, un astuto cacciatore alieno, è sulle loro tracce. Utilizzando il Nemetrix, Khyber trasforma il suo mastino alieno in predatori per contrastare Ben. Mentre cercano di sfuggire a Khyber, Ben e Rook devono affrontare le loro differenze e collaborare per proteggere Undertown dalle minacce che incombono su di essa.                                |
| 03     | 03     | A Jolt from the Past                       | Una scossa dal passato                  | 05/12/12 | 103        | I Megawhatt fanno il loro ritorno. Questa volta, però, non hanno intenzione di causare danni distruttivi come in passato. Invece, cercano l'aiuto di Ben per affrontare una nuova minaccia. La trama si sviluppa attorno a questo cambiamento di intenti, mostrando come i Megawhatt possano evolversi e cercare una redenzione, mentre Ben deve decidere se fidarsi di loro e unirsi nella lotta contro il male.                                                                                            |
| 04     | 04     | Trouble Helix                              | Elica problematica                      | 06/12/12 | 104        | Ben, Gwen e nonno Max visitano Azmuth, ma scoprono che anche Albedo è presente. Durante la loro visita, si sviluppano eventi inaspettati che coinvolgono nuovi personaggi e situazioni intriganti. |
| 05     | 05     | Have I Got a Deal for You!                 | L'elisir miracoloso                     | 07/12/12 | 105        | Ben deve riconquistare un alieno in via di estinzione che sta causando scompiglio, ma un attivista alieno è determinato a salvarlo. |
| 06     | 06     | It Was Them!                               | Il re delle formiche                    | 08/12/12 | 106        | Il Dr. Animus è scappato dalla prigione dell'idraulico e Ben deve rintracciarlo prima che trasformi il mondo nel suo personale formicaio mutante. Tuttavia, un attivista alieno è determinato a fermarlo e salvare l'alieno in via di estinzione che il Dr. Animus intende sfruttare per i suoi piani malefici. |
| 07     | 07     | So Long, and Thanks for All the Smoothies! | Arrivederci e grazie per tutti i frappé | 09/12/12 | 107        | Argit e i Fratelli Vreedle si contendono il possesso di un dispositivo apocalittico. La trama si sviluppa attorno alle loro rivalità e ai conflitti che emergono mentre cercano di ottenere il potere del dispositivo, che potrebbe avere conseguenze devastanti. Ben e Rook, coinvolti nella situazione, devono intervenire per fermare i loro piani e prevenire una catastrofe. Questo scontro mette in evidenza le dinamiche tra i personaggi e le sfide che devono affrontare per proteggere l'universo. |
| 08     | 08     | Hot Stretch                                | Ondata di caldo                         | 10/12/12 | 108        | Ben e Rook si imbattono in un gruppo di alieni elastici e dal sangue caldo che pianificano di attivare un vulcano utilizzando un motore per una bomba nucleare. I due devono fermarli prima che il loro piano distruttivo venga messo in atto. |
| 09     | 09     | Of Predators and Prey, Part 1              | Predatori e prede (prima parte)         | 11/12/12 | 109        | Dopo un'accesa discussione, Ben e Rook si separano, dando a Khyber la migliore possibilità di catturare Ben. Khyber, un cacciatore esperto, approfitta della situazione per mettere in atto il suo piano. |
| 10     | 10     | Of Predators and Prey, Part 2              | Predatori e prede (seconda parte)       | 12/12/12 | 110        | Mentre è prigioniero nella nave di Khyber, Ben scopre i dettagli sull'origine del Nemetrix e il legame tra Khyber, Malware e il Dr. Psychobos. Khyber sta lavorando per Malware, ancora vivo, e il Dr. Psychobos, un Cerebrocrostaceo rivale di Azmuth, ha creato il Nemetrix ma necessita del DNA delle forme aliene di Ben per stabilizzarlo. |

## Seconda stagione: La vendetta di Malware (2012-2013)
| N° EP# | N° ST# | Titolo inglese.                    | Titolo italiano.                    | Data ITA | Cod. Prod. | Riassunto. |
| ------ | ------ | ---------------------------------- | ----------------------------------- | -------- | ---------- | --- |
| 11     | 01     | Many Happy Returns                 | Felicitazioni vivissime             | 04/04/13 | 201        | Gwen e Kevin fanno a Ben una visita a sorpresa, accompagnati da una arrabbiata principessa Tetramand. La situazione si complica ulteriormente quando la flotta di navi da guerra di suo padre è pronta ad attaccare la Terra. |
| 12     | 02     | Gone Fishin'                       | Andando a pesca                     | 05/04/13 | 202        | Magister Patelliday viene rapito dai pirati. Ben, Gwen e Kevin devono unirsi per salvarlo e affrontare i pericoli che i pirati presentano durante la loro missione. |
| 13     | 03     | Outbreak                           | Evasione                            | 06/04/13 | 203        | Quando il Dr. Psychobos ruba una parte dell'Omnitrix, causando caotici effetti collaterali, tocca a Ben, Rook e una piccola squadra di idraulici riportare tutto alla normalità. Dovranno affrontare le conseguenze del furto e fermare il Dr. Psychobos prima che i suoi piani malefici causino danni irreparabili.                                                                                                 |
| 14     | 04     | Blukic & Driba Go to Mr. Smoothy's | Blukic e Driba vanno da Mr. Smoothy | 07/04/13 | 204        | Ben e Rook devono impedire a Trombipular di acquisire il potere assoluto, mentre Blukic e Dribra si mettono alla ricerca di Mr. Smoothy. |
| 15     | 05     | Malefactor                         | La fiera di Bellwood                | 08/04/13 | 205        | Durante il festival di Old Bellwood Days, Ben e Rook vengono attaccati da Khyber e il suo cane. Questo scontro segna un momento cruciale nella loro battaglia contro Khyber, che sta cercando di catturare Ben per i suoi piani malefici. |
| 16     | 06     | Bros in Space                      | Fratelli nello spazio               | 09/04/13 | 206        | Ben incontra la famiglia di Rook durante una visita al loro pianeta natale, che è preso di mira da un vecchio nemico a causa della sua preziosa risorsa, l'Ambra Ogia. Durante il soggiorno, Ben e Rook devono affrontare le minacce che incombono sulla loro famiglia e proteggere il pianeta dalle forze ostili.                                                                                                   |
| 17     | 07     | Arrested Development               | Crescita bloccata                   | 10/04/13 | 207        | Il rivale d'infanzia di Ben, Billy Billions, trasforma di nuovo Ben e Rook in bambini, mentre porta sulla Terra dei robot provenienti dalla Dimensione 12 e li controlla. Ben e Rook devono affrontare questa nuova minaccia e trovare un modo per tornare alla loro forma adulta, mentre cercano di fermare i piani di Billy.                                                                                       |
| 18     | 08     | Ben Again                          | Di nuovo Ben                        | 07/06/13 | 208        | Quando Eon costringe il giovane Ben e l'adolescente Ben a cambiare idea, solo il Professor Paradosso, viaggiatore nel tempo, può risolvere la situazione e aiutare Ben a impedire a Eon di impossessarsi delle linee temporali. Grazie alla sua conoscenza del tempo e delle sue dinamiche, Paradosso guida Ben in un'avventura attraverso le varie epoche per affrontare Eon e ripristinare l'equilibrio temporale. |
| 19     | 09     | Store 23                           | Il negozio 23                       | 05/06/13 | 209        | Ben incontra una versione alternativa di se stesso mentre cerca il negozio del 23esimo Mr. Smoothy. In questa dimensione, scopre che le sue scelte hanno portato a risultati diversi, e deve confrontarsi con le conseguenze delle sue azioni. La versione alternativa di Ben offre nuove prospettive e sfide, spingendolo a riflettere su chi è diventato e su cosa significa essere un eroe.                       |
| 20     | 10     | Special Delivery                   | Consegna speciale                   | 08/06/13 | 210        | Come pagamento per aver distrutto la sua macchina, il signor Baumann ordina a Ben di effettuare consegne per lui senza usare l'Omnitrix. Questo incarico obbliga Ben a utilizzare le sue abilità e ingegno senza fare affidamento sui poteri alieni, portandolo a situazioni divertenti e inaspettate mentre cerca di completare le consegne.                                                                        |

## Terza stagione: L'invasione degli Incursiani (2013)
| N° EP# | N° ST# | Titolo inglese.          | Titolo italiano.                  | Data ITA | Cod. Prod. | Riassunto. |
| ------ | ------ | ------------------------ | --------------------------------- | -------- | ---------- | --- |
| 21     | 01     | Showdown, Part 1         | La resa dei conti (prima parte)   | 12/04/13 | 301        | La Fazione si infiltra su Galvan Prime con l'intento di orchestrare un complotto per eliminare Azmuth. |
| 22     | 02     | Showdown, Part 2         | La resa dei conti (seconda parte) | 13/04/13 | 302        | Ben deve affrontare un fallimento del passato, mentre un instabile Malware lancia il suo attacco finale. Questo episodio segna un momento cruciale per Ben, costringendolo a confrontarsi con le conseguenze delle sue azioni passate e a combattere contro una minaccia imminente rappresentata da Malware, che si presenta come un avversario sempre più pericoloso. |
| 23     | 03     | Tummy Trouble            | Problemi di stomaco               | 04/06/13 | 303        | La Regina Goumand viene catturata dagli incurseani, costringendo Ben e Rook a radunare i suoi sudditi per combattere e salvarla. Questo evento segna un momento cruciale nella trama, in cui i protagonisti devono unire le forze e affrontare una minaccia comune per liberare la regina e ristabilire l'ordine. |
| 24     | 04     | Vilgax Must Croak!       | Le mille facce di Vilgax          | 06/06/13 | 304        | Ben e Rook scortano Vilgax su un pianeta prigione di massima sicurezza, ma gli Incursiani hanno altri piani in mente. Durante il trasferimento, si scopre che Attea, la principessa degli Incursiani, ha orchestrato un complotto per liberare Vilgax e sfruttare la situazione a suo favore. Questo episodio mette in evidenza le tensioni tra i protagonisti e i loro nemici, mentre Ben e Rook devono affrontare le conseguenze di questo piano malefico. |
| 25     | 05     | While You Were Away!     | Mentre tu eri via                 | 10/06/13 | 305        | Dr. Psychobos e la principessa Attea guidano un'invasione del pianeta natale di Rook, Revonnah. L'obiettivo della loro missione è estrapolare un siero per il controllo mentale dall'Ambra Ogia, un frutto fondamentale per la vita dei Revonnahiani. Durante l'invasione, Ben e Rook scoprono che gli abitanti del pianeta sono già stati soggiogati dal siero creato dal Dr. Psychobos. In un confronto decisivo, Ben riesce a distruggere la macchina del controllo mentale e a liberare i Revonnahiani, ma il Dr. Psychobos e Attea fuggono con parte del siero prima che venga completamente distrutt |
| 26     | 06     | The Frogs of War, Part 1 | Le rane da guerra (prima parte)   | 11/06/13 | 306        | Ben e Rook devono agire in fretta per fermare l'invasione degli Incursiani, nonostante le loro differenze e conflitti personali. La situazione è critica, poiché gli Incursiani stanno attuando un piano per conquistare la Terra e mettere in pericolo la popolazione. I due protagonisti devono trovare un modo per collaborare efficacemente e unire le forze contro questa minaccia imminente. |
| 27     | 07     | The Frogs of War, Part 2 | Le rane da guerra (seconda parte) | 12/06/13 | 307        | Gli Incursiani prendono il controllo della Terra, costringendo Rook e gli altri Risolutori a organizzare una resistenza mentre Ben è scomparso. In questo contesto difficile, Rook deve affrontare la pressione di guidare i suoi compagni e trovare un modo per combattere contro gli invasori, sfruttando le risorse disponibili e unendo le forze con chiunque sia disposto a resistere. La situazione è critica, e la mancanza di Ben rende la missione ancora più complessa, poiché i Risolutori devono affrontare non solo gli Incursiani ma anche le proprie paure e incertezze.                    |
| 28     | 08     | Rules of Engagement      | Le regole di fidanzamento         | 11/04/13 | 308        | Looma attacca il villaggio di Ester, costringendo Ben, Rook e Julie a fermarla dopo aver catturato Fistina. Questo episodio mette in evidenza la determinazione dei protagonisti nel difendere il loro mondo e salvare i loro amici, mentre affrontano la minaccia rappresentata dalla principessa Tetramand. La situazione richiede una strategia ben pianificata e una collaborazione tra i tre per contrastare Looma e liberare Fistina. |
| 29     | 09     | Rad                      | Rad                               | 09/06/13 | 309        | Con gli agenti dell'idraulico intrappolati nel territorio degli Incursiani, Ben e Rook devono avvalersi dei servizi di Rad Dudesman, il contrabbandiere più temuto della galassia. Questo episodio evidenzia l'urgenza della situazione, poiché la salvezza dei loro compagni dipende dalla capacità di Rad di navigare attraverso territori ostili e pericolosi. La collaborazione con un contrabbandiere esperto come Rad offre a Ben e Rook una chance di successo, ma comporta anche rischi e sfide impreviste.                                                                                        |
| 30     | 10     | Evil's Encore            | Il bis del male                   | 17/01/14 | 310        | Dr. Animus prende il controllo del quartier generale degli Idraulici situato sul Monte Rushmore, con l'intento di diffondere il suo raggio mutante su tutta la Terra tramite i satelliti dell'organizzazione. Questo piano malefico rappresenta una minaccia significativa, poiché Animus mira a trasformare la popolazione terrestre in creature mutate, utilizzando la tecnologia avanzata degli Idraulici per raggiungere i suoi obiettivi. Ben e i suoi alleati devono quindi unirsi per fermarlo prima che il suo piano venga attuato e il mondo cada sotto il suo dominio mutante.                   |

## Quarta stagione: Duello dei duplicati (2014)
| N° EP# | N° ST# | Titolo inglese.           | Titolo italiano.                | Data ITA | Cod. Prod. | Riassunto. |
| ------ | ------ | ------------------------- | ------------------------------- | -------- | ---------- | --- |
| 31     | 01     | T.G.I.S.                  | In missione con i Saturdays     | 03/06/13 | 401        | I Secret Saturdays arrivano a Bellwood per indagare su un'ondata di attacchi di chupacabra. Durante la loro missione, collaborano con Ben e Rook per scoprire la causa di questi attacchi, che si rivelano essere legati al drenaggio della forza vitale degli alieni. La situazione richiede una rapida azione per fermare la minaccia e proteggere gli abitanti di Bellwood. |
| 32     | 02     | Food Around the Corner    | Cibo dietro l'angolo            | 13/01/14 | 402        | Ben, nei panni di Planetario, tenta di moderare un fragile trattato di pace, ma deve affrontare gli attacchi di minuscole pulci aliene che hanno infestato il suo corpo. Queste creature, sebbene piccole, rappresentano una minaccia significativa e complicano ulteriormente la già difficile situazione diplomatica. Mentre cerca di mantenere la calma e la concentrazione per facilitare le trattative, Ben deve anche trovare un modo per liberarsi delle pulci senza compromettere il processo di pace. Questo episodio mette in evidenza le sfide che Ben deve affrontare non solo come eroe, ma anche come mediatore in un contesto complesso e instabile. |
| 33     | 03     | O Mother, Where Art Thou? | Madre dove sei?                 | 15/01/14 | 403        | Vreedle minaccia di far esplodere il sole se Ben e gli Idraulici non trovano suo figlio scomparso. Questa situazione critica costringe Ben e i suoi alleati a correre contro il tempo per localizzare il ragazzo e fermare la catastrofe imminente. La tensione cresce mentre devono affrontare ostacoli e nemici, cercando di salvare non solo il figlio di Vreedle, ma anche l'intero sistema solare dalla distruzione. |
| 34     | 04     | Return to Forever         | Il ritorno degli Immortali      | 18/01/14 | 404        | Ben e Rook devono impedire ai Cavalieri Immortali di spazzare via tutto il DNA alieno dalla Terra. Questo episodio li vede coinvolti in una corsa contro il tempo per fermare un piano distruttivo che minaccia la biodiversità aliena e l'equilibrio dell'ecosistema terrestre. Mentre indagano sulle ultime attività dei Cavalieri a Londra, i due protagonisti devono affrontare sfide sia fisiche che strategiche, unendo le forze con altri alleati per proteggere le forme di vita extraterrestri e salvaguardare il futuro dell'universo. |
| 35     | 05     | Mud Is Thicker Than Water | Il fango non è acqua            | 19/01/14 | 405        | Ben, Gwen e la cugina Lucy cercano di scoprire come gli scagnozzi di Sifone ottengono la tecnologia dell'idraulico. Questo episodio si concentra sulla loro indagine, che li porta a esplorare le connessioni tra Sifone e le risorse tecnologiche degli Idraulici, rivelando potenziali alleanze e minacce per il loro mondo. La trama si sviluppa attorno ai tentativi del trio di raccogliere informazioni e affrontare gli scannozzi, mentre cercano di proteggere la tecnologia aliena da un uso improprio. |
| 36     | 06     | OTTO Motives              | I piani di Otto                 | 20/01/14 | 406        | Kevin e Rook si imbattono in un vecchio nemico venuto dal Vuoto Totale mentre partecipano a uno spettacolo automobilistico intergalattico. Questo incontro inatteso li costringe a confrontarsi con una minaccia del passato, mettendo alla prova le loro abilità e la loro determinazione. Durante l'evento, devono unire le forze per affrontare il nemico e proteggere gli spettatori, dimostrando che anche in un contesto di divertimento, il pericolo può essere sempre in agguato. |
| 37     | 07     | The Ultimate Heist        | Il colpo supremo                | 14/01/14 | 407        | Albedo cerca un dispositivo che lo riporterà alla sua forma Galvan, mentre Ben è rinchiuso nella prigione del quartier generale degli Idraulici. Dopo aver operato una sostituzione con Ben, Albedo sfrutta la situazione per tentare di stabilizzare il suo Omnitrix e ottenere la vendetta per essere stato imprigionato. Con l'aiuto di Khyber il Cacciatore, Albedo è determinato a recuperare il potere che gli permetterà di trasformarsi nelle sue forme "Ultra" e completare il suo piano. |
| 38     | 08     | A Fistful of Brains       | La grande sfida (prima parte)   | 21/01/14 | 408        | Nonno Max e Rook stanno cercando in tutta la galassia Ben, che è intrappolato nella riserva di caccia personale nascosta di Khyber. Questo episodio mette in evidenza la loro determinazione nel tentativo di localizzare Ben, mentre affrontano le insidie e le sfide del territorio nemico. La missione è urgente, poiché il tempo stringe e Ben deve affrontare i pericoli che lo circondano nella riserva, rendendo cruciale il supporto dei suoi alleati. |
| 39     | 09     | For a Few Brains More     | La grande sfida (seconda parte) | 22/01/14 | 409        | Ben, Rook e Nonno Max devono impedire a Ultimate Albedo di assorbire l'intelligenza di Azmuth e conquistare la galassia. In questo episodio, la situazione è critica poiché Albedo, potenziato e determinato, cerca di sfruttare le abilità di Azmuth per ottenere un potere illimitato. Ben e i suoi alleati devono unire le forze, affrontando non solo Albedo ma anche le sue astuzie e i suoi piani malefici. La loro missione è urgente e richiede strategia e coraggio per salvare Azmuth e prevenire una catastrofe galattica. |
| 40     | 10     | Max's Monster             | Un mostro per amico             | 16/01/14 | 410        | Il vecchio compagno idraulico di Nonno Max, Phil, cerca il suo aiuto per domare il mostro interiore che lo affligge. In questo episodio di "Ben 10: Omniverse", Phil si confronta con una trasformazione mostruosa che ha subito, e spera che Nonno Max possa aiutarlo a controllare la sua nuova forma. La trama esplora temi di amicizia e redenzione, mentre i due si uniscono per affrontare le sfide legate al potere che Phil ha acquisito e per trovare un modo per riportarlo alla normalità. |

## Quinta stagione: Galassia dei mostri (2014)
| N° EP# | N° ST# | Titolo inglese.                  | Titolo italiano.                      | Data ITA | Cod. Prod. | Riassunto. |
| ------ | ------ | -------------------------------- | ------------------------------------- | -------- | ---------- | --- |
| 41     | 01     | Something Zombozo This Way Comes | Chi ha detto che i clown fanno paura? | ?        | 501        | Ben e Rook devono fermare Zombozo e i Circus Freaks, che hanno un piano diabolico per trasformare tutti gli abitanti di Bellwood in clown zombie. Mentre i due eroi cercano di contrastare questa minaccia, si trovano a dover affrontare le abilità e le trappole dei Circus Freaks, rendendo la situazione sempre più critica. La loro missione è urgente: salvare la città e riportare la normalità prima che sia troppo tardi. |
| 42     | 02     | Mystery, Incorporeal             | Misteri incorporei                    | ?        | 502        | Mentre Ben e Rook visitano Kevin e Gwen al college, un vecchio nemico emerge: Albedo, il Galvan malvagio intrappolato nella forma umana di Ben. Dopo essere evaso dalla sua cella, Albedo trama per sostituirsi a Ben e ottenere un dispositivo che gli permetterà di riacquistare la sua forma originale. Con l'aiuto di Khyber, Albedo cerca vendetta e complotta per destabilizzare la vita di Ben e dei suoi amici. La situazione si complica ulteriormente quando Ben deve affrontare le conseguenze delle azioni di Albedo, mentre cerca di proteggere i suoi cari e mantenere il controllo sull'Omnitrix.                                                                       |
| 43     | 03     | Bengeance Is Mine                | La vendetta è mia                     | ?        | 503        | Sifone, l'ex lacchè di Vilgax, è euforico per il ritorno del suo padrone. Questo evento segna un momento cruciale nella trama, poiché Sifone spera di riacquistare il favore di Vilgax e riprendere il suo ruolo di servitore. Con la resurrezione di Vilgax, Sifone si sente rinvigorito e pronto a seguire nuovamente gli ordini del suo signore, portando con sé le sue ambizioni di vendetta e potere. La dinamica tra Sifone e Vilgax si sviluppa ulteriormente, creando tensione e opportunità per nuovi conflitti. |
| 44     | 04     | An American Benwolf in London    | Un Benlupo americano a Londra         | ?        | 504        | Ben e Rook vengono chiamati a Londra per indagare sulle ultime attività dei Cavalieri Immortali. Durante la loro missione, scoprono che i Cavalieri hanno un piano per spazzare via tutto il DNA alieno dalla Terra, minacciando la biodiversità e l'equilibrio dell'ecosistema. Mentre cercano di fermarli, i due eroi affrontano sfide fisiche e strategiche, unendo le forze con altri alleati per proteggere le forme di vita extraterrestri e salvaguardare il futuro dell'universo. La situazione si complica in una corsa contro il tempo per impedire un catastrofico piano distruttivo.                                                                                       |
| 45     | 05     | Animo Crackers                   | Animus il pazzo                       | ?        | 505        | Il Dr. Animus torna dal futuro con l'intento di sconfiggere Ben una volta per tutte. Utilizzando una macchina avanzata, trama di trasformare alieni e esseri viventi in creature mutate sotto il suo controllo. Ben e Rook devono fermare questa nuova minaccia, affrontando una battaglia che richiede non solo forza, ma anche astuzia, mentre Ben utilizza tutte le sue abilità e l'Omnitrix per contrastare le macchinazioni del suo vecchio nemico. |
| 46     | 06     | Rad Monster Party                | La festa dei mostri                   | ?        | 506        | Ben e Rook chiedono aiuto al contrabbandiere intergalattico Rad Dudesman per volare attraverso il sistema Anur, la casa di mostruosi alieni. In questa avventura, devono affrontare le insidie e i pericoli del territorio alieno, mentre Rad li guida attraverso le sfide che si presentano. La loro missione è urgente e richiede astuzia e collaborazione per superare gli ostacoli e raggiungere il loro obiettivo. |
| 47     | 07     | Charmed, I'm Sure                | Quell'incanto di borsetta             | ?        | 507        | Ancora bloccati sul pianeta mostruoso Anur Transyl, Ben e Rook si alleano con Incantatrice per affrontare Zs'Skayr, un vecchio nemico che minaccia di seminare caos. Nonostante le loro differenze, il trio deve unire le forze per fermare Zs'Skayr e i suoi piani malefici, affrontando sfide e ostacoli lungo il cammino. Questa alleanza inaspettata mette alla prova la fiducia tra i personaggi, mentre cercano di superare le avversità e salvare il pianeta. |
| 48     | 08     | The Vampire Strikes Back         | La rivalsa del vampiro                | ?        | 508        | Ben, Rook e Rad Dudesman si trovano faccia a faccia con il malvagio Lord Transyl, un alieno simile a un vampiro capace di rendere chiunque il suo fedele schiavo. Durante il confronto, Ben scopre che Lord Transyl ha il potere di controllare le menti delle persone, utilizzando creature chiamate Corruptera. Per affrontare questa minaccia, Ben attiva l'Omnitrix e si trasforma in Whampire, un alieno della stessa specie di Lord Transyl, che possiede abilità come l'ipnosi e la capacità di assorbire energia. La battaglia si intensifica mentre i tre eroi cercano di fermare i piani malefici di Lord Transyl e liberare le sue vittime dal suo controllo.               |
| 49     | 09     | Catfight                         | Zuffa tra gatti                       | ?        | 509        | La principessa Looma e Attea sono in disaccordo su chi sposerà Ben, creando una tensione tra le due. Looma, promessa sposa a Kevin, ha sviluppato un interesse per Ben, mentre Attea, la principessa degli Incursiani, ha i suoi piani per conquistare il cuore del giovane eroe. Questo conflitto porta a situazioni comiche e drammatiche, con entrambe le principesse pronte a lottare per il loro pretendente. La rivalità culmina in duelli e confronti, mentre Ben cerca di navigare tra le loro aspettative e le sue reali intenzioni sentimentali. |
| 50     | 10     | Collect This!                    | Colleziona questo                     | ?        | 510        | Ben incontra finalmente i responsabili del suo programma televisivo intergalattico e l'attore che ha reso Ben 10 più famoso di lui stesso. Durante questo incontro, Ben scopre come la sua vita sia stata trasformata in uno spettacolo di successo, con personaggi e avventure che hanno catturato l'immaginazione del pubblico. L'attore, che interpreta Ben nella serie, rivela aneddoti divertenti e sfide affrontate durante la produzione, mentre Ben riflette su come la sua identità si sia intrecciata con quella del suo alter ego televisivo. Questo incontro offre a Ben l'opportunità di comprendere meglio il suo impatto come eroe e le responsabilità che ne derivano. |

## Sesta stagione: I cattivi Rooters (2015)
| N° EP# | N° ST# | Titolo inglese.                | Titolo italiano.            | Data ITA | Cod. Prod. | Riassunto. |
| ------ | ------ | ------------------------------ | --------------------------- | -------- | ---------- | --- |
| 51     | 01     | And Then There Were None       | Un Ben senza Omnitrix       | 12/01/15 | 601        | Vilgax ed Eon si uniscono per spazzare via ogni Ben in ogni dimensione. i due antagonisti tramano un piano malefico per eliminare tutte le versioni di Ben, creando una minaccia senza precedenti. La situazione si complica quando il Professor Paradosso interviene, unendo i Ben "buoni" di diverse dimensioni per affrontare Vilgax, Eon e le loro controparti malvagie in un epico scontro finale. Questa battaglia decisiva mette alla prova il coraggio e le abilità di tutti i Ben coinvolti, mentre cercano di proteggere il loro universo dalla distruzione.                                                                                     |
| 52     | 02     | And Then There Was Ben         | L'ultima battaglia          | 13/01/15 | 602        | Il professor Paradosso unisce i Ben "buoni" di tutte le dimensioni per affrontare Vilgax ed Eon, che hanno stretto un'alleanza per eliminare ogni versione di Ben. Questa unione di forze è fondamentale per contrastare i piani malefici dei due antagonisti, che minacciano non solo il presente, ma anche il futuro di tutte le dimensioni. La battaglia finale si svolge in un'epica lotta tra i Ben e le loro controparti malvagie, mettendo alla prova il coraggio e le abilità di ciascun eroe. Con astuzia e collaborazione, i Ben devono trovare un modo per sconfiggere Vilgax ed Eon e salvare l'intero multiverso.                             |
| 53     | 03     | The Vengers                    | Ex-cattivi                  | 14/01/15 | 603        | Billy Billions, Kangaroo Kommando e Capitan Nemesis si alleano per sconfiggere Ben e rivendicare il suo posto come protettore di Bellwood. i tre antagonisti uniscono le forze per mettere in atto un piano malefico che minaccia la sicurezza della città. Mentre cercano di superare Ben, dovranno affrontare le sue abilità e la determinazione dei suoi alleati. La rivalità tra i personaggi porta a scontri avvincenti, con Ben che deve utilizzare tutte le sue risorse per proteggere Bellwood dalla loro minaccia combinata. |
| 54     | 04     | Cough It Up!                   | Cacciatori di Taglie        | 15/01/15 | 604        | Sifone e una banda di cacciatori di taglie danno la caccia ad Argit, che è in possesso di un'arma pericolosa. Sifone, motivato da vendetta e avidità, cerca di catturare Argit per ottenere l'arma, che potrebbe cambiare le sorti della galassia. Ben e Rook devono intervenire per proteggere Argit e fermare Sifone e i suoi alleati, affrontando una serie di sfide e combattimenti lungo il percorso. La situazione si complica ulteriormente quando Argit deve confrontarsi con il suo passato e le conseguenze delle sue azioni. |
| 55     | 05     | The Rooters of All Evil        | Squadra Speciale Rooters    | 16/01/15 | 605        | I Rooters, l'ala Black Ops degli idraulici del Vuoto Totale, arrivano per cercare Argit in possesso di un'arma pericoloso. È un amico di Ben e fanno sul serio. Questi agenti speciali, noti per le loro operazioni segrete e le abilità letali, hanno un obiettivo preciso e non si fermeranno davanti a nulla per raggiungerlo. La loro presenza crea tensione e incertezza, costringendo Ben e i suoi amici a confrontarsi con una minaccia che potrebbe mettere in pericolo non solo loro, ma anche le persone a cui tengono. Mentre cercano di scoprire le vere intenzioni dei Rooters, Ben deve prepararsi a difendere ciò che è importante per lui. |
| 56     | 06     | Blukic and Driba Go to Area 51 | Blukic e Driba nell'Area 51 | 17/01/15 | 606        | Un misterioso Galvan, rivelatosi poi con il nome di Azmuth, appartenente ad una razza aliena dotata di una tecnologia superiore, giunge sulla Terra e chiede a Bulkic e Driba di restituire un'arma super potente necessaria per fermare una minaccia per la Terra. Azmuth , probabilmente in possesso di informazioni cruciali, sottolinea l'urgenza della situazione, Bulkic e Driba, si trovano quindi coinvolti in un conflitto che potrebbe avere conseguenze significative per la sicurezza del pianeta. |
| 57     | 07     | No Honor Among Bros            | Il pugno d'oro              | 18/01/15 | 607        | Rook è sotto l'influenza dell'essenza del "fratello" di Fistrink e inizia a comportarsi come un fratello. In questa situazione, Ben e Rook devono infiltrarsi in un club di combattimento alieno per rivendicare il Pugno d'Oro. Questa missione richiede astuzia e abilità, dato che il club è pieno di combattenti esperti e pericoli. Rook, influenzato dall'essenza, potrebbe mostrare comportamenti più impulsivi e competitivi, complicando ulteriormente la loro missione. La dinamica tra Ben e Rook si evolve mentre cercano di superare le sfide e ottenere l'arma necessaria per affrontare una minaccia più grande.                            |
| 58     | 08     | Universe vs. Tennyson          | La copia dell'universo      | 19/01/15 | 608        | Ben viene trascinato nella corte intergalattica dai Celestialsapiens per aver ricreato l'universo. Accusato di aver alterato l'equilibrio cosmico, deve difendere le sue azioni e dimostrare la sua innocenza. Questo evento mette in luce le responsabilità legate ai suoi poteri e il suo ruolo di eroe nell'universo. |
| 59     | 09     | Weapon XI, Part 1              | Arma XI (prima parte)       | 20/01/15 | 609        | Kevin e Argit tentano di avvertire gli Amalgam Kid delle intenzioni dei Rooters, che rappresentano una minaccia. Nel frattempo, Ben, Rook e Gwen partono alla ricerca di Kevin e si ritrovano nel Vuoto Totale, un luogo pericoloso e caotico. Qui, devono affrontare sfide inaspettate mentre cercano di riunirsi con Kevin e Argit per fermare i Rooters e proteggere gli Amalgam Kid. La situazione richiede astuzia e collaborazione per superare gli ostacoli che incontrano lungo il cammino. |
| 60     | 10     | Weapon XI, Part 2              | Arma XI (seconda parte)     | 21/01/15 | 610        | Sembra che i Rooters abbiano messo Kevin e gli Amalgam Kid contro Ben. Rook e Gwen, nel frattempo, devono intervenire per aiutare Ben a superare i suoi avversari e trovare un modo per uscire dal Vuoto Totale. La situazione è critica, poiché i Rooters stanno manipolando gli Amalgam Kid per ostacolare Ben, creando una battaglia su più fronti. Rook e Gwen dovranno utilizzare le loro abilità e il lavoro di squadra per affrontare questa minaccia e salvare Kevin, mentre cercano di ripristinare l'ordine nella situazione caotica in cui si trovano.                                                                                          |

## Settima stagione: Pazzo Ben (2016)
| N° EP# | N° ST# | Titolo inglese.                        | Titolo italiano.                                     | Data ITA | Cod. Prod. | Riassunto. |
| ------ | ------ | -------------------------------------- | ---------------------------------------------------- | -------- | ---------- | --- |
| 61     | 01     | Clyde Five                             | Parola di zia Vera                                   |          | 701        | Il cugino di campagna di Ben, Ken Tennyson, desidera diventare un eroe come lui. Questa aspirazione lo porta a cercare modi per emulare le gesta di Ben, ma si trova ad affrontare le sfide e le responsabilità che comporta essere un eroe. La storia esplora il tema del desiderio di avventura e di riconoscimento, mostrando come il cugino di Ben possa imparare da lui e crescere attraverso le sue esperienze. |
| 62     | 02     | Rook Tales                             | I racconti della famiglia Rook                       |          | 702        | Trukk, un ex insegnante di Rook è disposto a salvare le tradizioni di Revonnahgnder ad ogni costo. Il personaggio affronta la minaccia di perdere le tradizioni culturali del suo pianeta natale, Revonnah, e si impegna a proteggerle anche contro avversità significative. La sua determinazione mette in evidenza l'importanza della cultura e delle radici nella vita dei Revonnahiani, mentre Rook e Ben lo supportano nella sua missione. |
| 63     | 03     | Charm School                           | Scuola di magia                                      |          | 703        | Al college di Gwen, Ben sospetta che un nuovo insegnante, e un nuovo studente, siano in realtà vecchi nemici, rivelatisi poi essere, rispettivamente, Dr. Animo e Ken Levin. Questa situazione crea tensione e mette Ben in allerta, portandolo a indagare sulle vere identità e intenzioni di questi nuovi arrivati. La trama si sviluppa attorno alla necessità di Ben di proteggere Gwen e i suoi compagni da potenziali minacce, rivelando anche il suo istinto di eroe, anche in un contesto accademico.                                                                          |
| 64     | 04     | The Ballad of Mr. Baumann              | Una fidanzata per il signor Baumann                  |          | 704        | Una scontrosa magazziniera di nome Khyber nasconde un grande segreto: non è originaria di questa Terra. La sua vera identità e le sue origini alieni aggiungono un elemento di mistero alla trama, influenzando gli eventi che coinvolgono Ben e i suoi amici. Si è poi rivelata appartenere ai Necrofriggians. Questa razza è nota per le sue abilità di caccia e per la capacità di ipnotizzare le prede, rendendola un cacciatore esperto. |
| 65     | 05     | Fight at the Museum                    | Coppia perfetta                                      |          | 705        | I manufatti alieni presenti a Bellwood attirano nemici dal futuro e amici dal passato. Ben, Rook e Gwen si trovano coinvolti in una serie di eventi che mettono in pericolo la città. I manufatti, di grande potere e importanza, sono custoditi nel museo locale e fungono da catalizzatori per il ritorno di avversari storici e alleati del passato, creando un mix di nostalgia e conflitto. Questo episodio esplora le conseguenze delle azioni passate di Ben e come queste influenzino il presente, portando a scontri con nemici familiari e a riunioni con vecchi amici.      |
| 66     | 06     | Breakpoint                             | Punto di rottura                                     |          | 706        | Nei panni di Vite Elastica, Ben si infiltra in un gruppo criminale, chiamato Acchiappaclienti, e si sente tentato dal loro stile di vita estremo. Durante questa missione sotto copertura, deve affrontare la sfida di mantenere la sua identità segreta mentre esplora le dinamiche del gruppo e le loro attività illecite. La situazione si complica quando Ben inizia a essere attratto dal fascino e dall'adrenalina della vita criminale, mettendo alla prova i suoi valori e la sua determinazione a rimanere un eroe.                                                           |
| 67     | 07     | The Color of Monkey                    | Il colore della scimmia                              |          | 707        | Un truffatore alieno preferito da tutti , il Dr. Animo, assume un losco aiutante di nme Rojo, per avviare una nuova attività scioccante. In questo episodio sfrutta il suo ingegno per creare un piano complesso, utilizzando il suo nuovo alleato per portare a termine i suoi piani malvagi. La trama si sviluppa attorno ai tentativi di Ben e dei suoi amici di fermare le sue macchinazioni, affrontando le conseguenze delle azioni del truffatore e dei suoi complici. |
| 68     | 08     | Vreedlemania                           | Vreedlemania                                         |          | 708        | Pa Vreedle si riunisce con Ma per orchestrare una "distruzione cosmica totale". Questo evento rappresenta un piano malvagio che mira a causare devastazione su scala galattica. La loro collaborazione mette in moto una serie di eventi che coinvolgono Ben e i suoi alleati, costringendoli a fermare i Vreedle prima che possano portare a termine il loro piano distruttivo. |
| 69     | 09     | It's a Mad, Mad, Mad Ben World, Part 1 | Questo pazzo, pazzo, pazzo Ben mondo - Prima parte   |          | 709        | Ben affronta una serie di duplicati cattivi provenienti da dimensioni alternative, creando a Bellwood una situazione caotica. Questi duplicati, ognuno con le proprie abilità e motivazioni, mettono alla prova le capacità di Ben e dei suoi amici. La trama si sviluppa attorno alla lotta di Ben per fermare questi nemici mentre esplora le implicazioni delle dimensioni alternative e le sfide che derivano dall'incontro con versioni distorte di se stesso. Solo un altro giorno a Bellwood si trasforma in un'epica battaglia per mantenere l'equilibrio tra le varie realtà. |
| 70     | 10     | It's a Mad, Mad, Mad Ben World, Part 2 | Questo pazzo, pazzo, pazzo Ben mondo - seconda parte |          | 710        | Ben, Ben 23 e Dr. Psychobos diventano alleati riluttanti mentre si trovano intrappolati in un vortice di dimensioni parallele. Questa situazione li costringe a collaborare per affrontare le minacce che emergono da queste dimensioni, nonostante le loro differenze e i conflitti passati. |

## Ottava stagione: Tempo di guerra (2016)
| N° EP# | N° ST# | Titolo inglese.              | Titolo italiano.                | Data ITA | Cod. Prod. | Riassunto. |
| ------ | ------ | ---------------------------- | ------------------------------- | -------- | ---------- | --- |
| 71     | 01     | From Hedorium to Eternity    | La casa dei Collins             | 24/07/16 | 801        | Ben, Gwen e i loro amici, all'età di 11 anni, intraprendono l'avventura della loro vita nel loro cortile, dove scoprono un portale che li conduce a dimensioni alternative. In questo nuovo mondo, si trovano ad affrontare sfide inaspettate e a incontrare versioni alternative di se stessi e dei loro nemici. |
| 72     | 02     | Stuck on You!                | L'appiccicoso                   | 25/07/16 | 802        | Khyber, assistito dal suo aiutante slimebionte Skurd, attacca Ben e i suoi compagni. Tuttavia, la situazione cambia quando Skurd si avventa su Ben, ma poi decide di tradire Khyber, vedendo l'Omnitrix di Ben come una fonte di DNA più interessante. Skurd si allea con Ben, aiutandolo a distrarre Khyber abbastanza a lungo affinché Rook possa rimuovere il Nemetrix da Khyber. Questo colpo di scena ribalta le sorti della battaglia e porta alla cattura di Khyber da parte dei Plumber. |
| 73     | 03     | Let's Do the Time War Again! | La bestia del tempo             | 26/07/16 | 803        | Ben, Skurd e Rook si ritrovano intrappolati in un loop temporale infinito. Mentre cercano di trovare un modo per sfuggire a questa situazione, i nemici del futuro iniziano a confluire su Bellwood, creando una crescente tensione. L'episodio esplora le dinamiche del tempo e le sfide che i protagonisti devono affrontare per fermare le minacce che emergono da questo caos temporale. |
| 74     | 04     | Secret of Dos Santos         | Il segreto di Dos Santos        | 27/07/16 | 804        | Ben e Rook si uniscono a Kai Green, una ragazza Navaio, ex di Ben, in una pericolosa caccia alle reliquie aliene attraverso il Sud America. Durante questa avventura, i tre affrontano vari nemici e ostacoli, cercando di recuperare artefatti che potrebbero avere un impatto significativo sull'equilibrio dell'universo. La missione mette alla prova le loro abilità e la loro capacità di lavorare insieme, mentre esplorano paesaggi esotici e affrontano le insidie di una terra ricca di misteri e pericoli. |
| 75     | 05     | Third Time's a Charm         | Il ritorno di Incantatrice      | 28/07/16 | 805        | Chamcaster, l'Incantatrice, trasforma Gwendolyn in un tolem per vendicarsi. Questo incantesimo la costringe a combattere contro Ben e i suoi amici, creando una situazione di grande tensione. La trasformazione di Gwen in un tolem non solo mette alla prova le abilità di Ben e dei suoi compagni, ma esplora anche i temi della vendetta e della magia. Alla fine, Ben deve trovare un modo per rompere l'incantesimo e salvare Gwen, affrontando le conseguenze delle azioni di Chamcaster. |
| 76     | 06     | Final Countdown              | La resa dei conti               | 29/07/16 | 806        | Mentre Rook è bloccato nel turno di notte al quartier generale degli idraulici, il suo sensei Kundo ritorna sotto forma di cyborg con l'intento di eliminare la galassia dall'influenza tecnologica. Kundo, ora un cyborg, rappresenta una minaccia significativa, poiché combina le sue abilità di combattimento con la tecnologia avanzata. Rook deve affrontare il suo passato e le sue lezioni apprese da Kundo per fermarlo, mentre Ben si unisce a lui per affrontare questa nuova sfida. La situazione si complica ulteriormente quando Kundo utilizza le sue nuove capacità per mettere in atto un piano di distruzione che potrebbe avere conseguenze devastanti per l'intera galassia. |
| 77     | 07     | Malgax Attacks               | Gli attacchi di Malgax          | 30/07/16 | 807        | Ben riesce finalmente a liberarsi di Skurd, lo slimebionte, proprio quando ha più bisogno di lui. Dopo una serie di eventi in cui Skurd inizialmente si allea con Khyber per attaccare Ben e i suoi amici, la situazione si complica quando Skurd realizza che l'Omnitrix di Ben offre un'opportunità migliore per assorbire DNA. Questo porta a un momento in cui Skurd decide di abbandonare Khyber e unirsi a Ben, creando una dinamica interessante tra i personaggi. Tuttavia, alla fine, Ben trova un modo per liberarsi di Skurd, dimostrando la sua crescita e la sua capacità di affrontare le sfide senza dipendere da alleati problematici.                                           |
| 78     | 08     | Most Dangerous Game Show     | Alien Love Show                 | 30/07/16 | 808        | Ben partecipa a un reality show sugli alieni per combattere per sua moglie, Julie Yamamoto. Questo evento lo porta a confrontarsi con vari avversari e sfide, mentre cerca di dimostrare il suo amore e la sua determinazione. Durante il reality, Ben deve utilizzare le sue abilità e la sua astuzia per superare le prove, affrontando nemici sia umani che alieni, il tutto sotto gli occhi del pubblico. La trama esplora temi di amore, sacrificio e la lotta contro le ingiustizie, rendendo l'episodio avvincente e ricco di azione. |
| 79     | 09     | The End of an Era            | Un nuovo giorno (prima parte)   | 31/07/16 | 809        | Nella Guerra del Tempo di Ben 10, il destino dell'intero universo è nelle mani di Ben Tennyson. Mentre affronta nemici come Maltruant e Vilgax, Ben collabora con Rook per ripristinare l'equilibrio temporale. Utilizzando i poteri di Feedback, Ben assorbe l'energia dell'Annihilaarg per sconfiggere Maltruant e intrappolarlo in un loop temporale. Alla fine, Ben e i suoi amici intraprendono un viaggio attraverso l'universo ricreato, segnando una nuova fase nelle loro avventure e riflettendo sulla crescita di Ben come eroe. |
| 80     | 10     | A New Dawn                   | Un nuovo giorno (seconda parte) | 31/07/16 | 810        | Maltruant cerca di raggiungere il suo obiettivo principale: togliere il tempo all'esistenza. Spetta a Ben e Rook fermarlo una volta per tutte. Durante la loro battaglia, i due eroi devono affrontare le conseguenze delle azioni di Maltruant, che minaccia di distruggere il continuum temporale e alterare la realtà stessa. Ben, con l'aiuto dell'Omnitrix e delle sue trasformazioni, deve trovare un modo per contrastare i poteri di Maltruant e ripristinare l'equilibrio nel tempo, mentre Rook utilizza le sue abilità per supportare Ben nella lotta contro questa minaccia galattica.                                                                                               |